# Kapronca
Kapronca (horvátul: Koprivnica, németül: Kopreinitz) város és község Horvátországban, a Kapronca folyó völgyében. Kapronca-Kőrös megye székhelye. Közigazgatásilag még 8 település, Bakovčice, Draganovec, Herešin, Jagnjedovec, Kunovec Breg, Reka, Starigrad és Štaglinec tartozik hozzá.

## Nevének eredete
Valószínűleg a szláv Koprivnica [tkp. „csalános hely”] vagy esetleg a szintén szláv  Kôprovnica [tkp. „kapros hely”] átvétele. A Koprivnica – Koprovnica hangalakú helynévből a harmadik nyílt szótagbeli palatális magánhangzó esett ki. Hangrendi kiegyenlítődéssel, a „v” hang kivetésével és a szó eleji magánhangzó nyíltabbá válásával jött létre a magyar Kapronca hangalak.

## Fekvése
A város fontos stratégiai helyen, a Bilo és Kemléki-hegységek lejtőin, a Dráva-folyótól délre, fontos kereskedelmi utak találkozásánál fekszik. Itt halad át a Budapest–Zágráb vasútvonal is.

## Története

### 13-15. század
Kapronca nevét a tőle délre eredő azonos nevű patakról kapta, melyet II. András király 1207-ben kelt oklevelében említenek először. A folyóvíz neve később 1209-ben és 1217-ben is előfordul a korabeli írásokban a település említése nélkül. A Bilogora északi lejtőjén a 13. században kővárat építettek, mely 1446-ban a hatalmi harcok közepette pusztult el. Kaproncát mint települést csak 1272-ben IV. László királynak még szlavón hercegként kiadott adománylevelében említik először várnagyával együtt. 1292-ben Kőszegi Henrik szlavón herceg hívására ferences szerzetesek érkeztek ide, akik felépítették kolostorukat és Szűz Mária tiszteletére szentelt templomukat. A 14. század a város aranykorát hozta el. Ekkor vált a város a Drávamente kereskedelmi, közigazgatási és hitéleti központjává. Ehhez nagyban hozzájárult stratégiai fekvése, mivel a Dráva menti kereskedelmi út és Magyarországot Zágrábbal és a tengerparttal összekötő fontos kereskedelmi és hadiút találkozásánál épült.

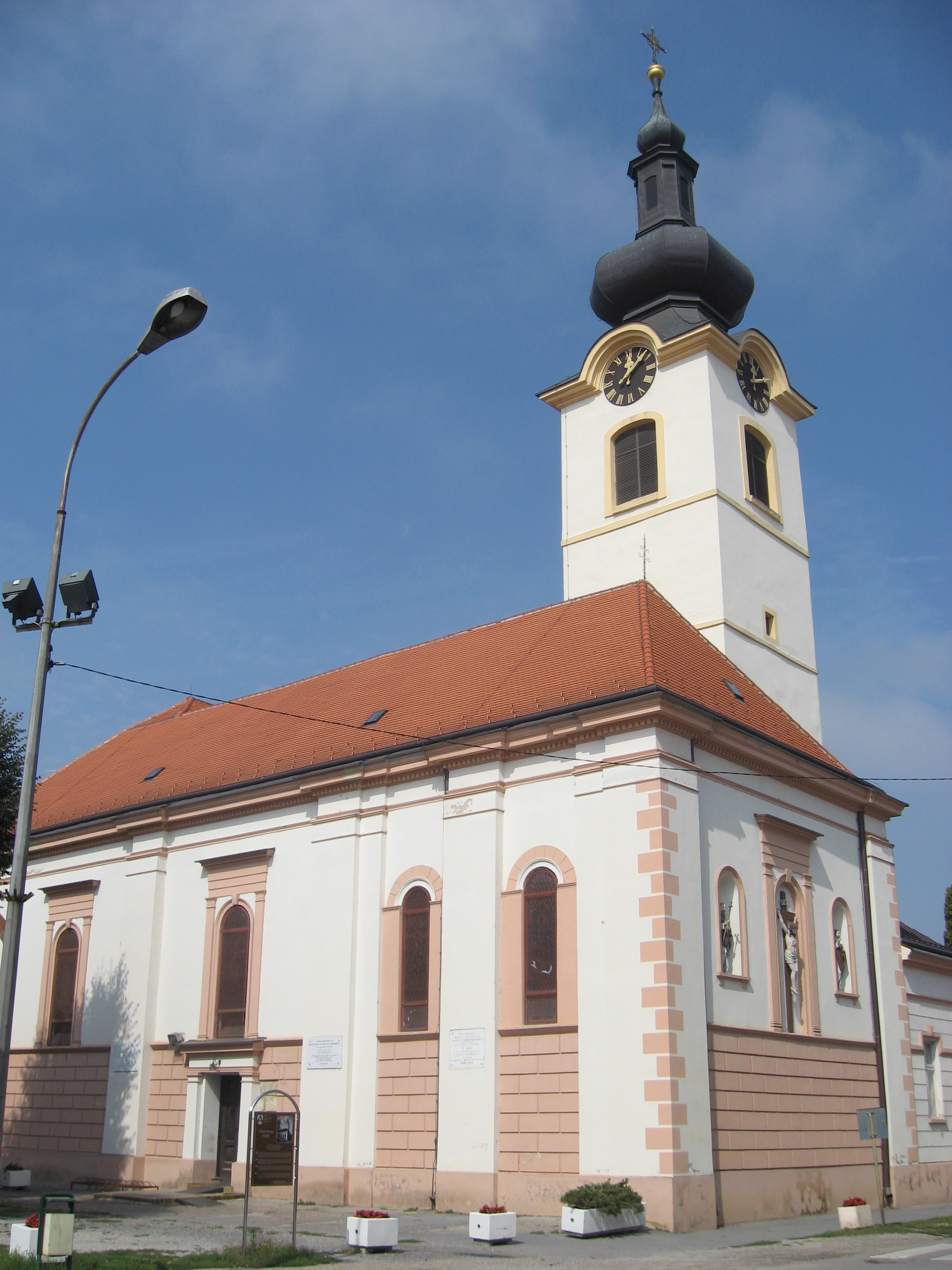
A Szent Miklós plébániatemplom

Első kiváltságait 1338-ban Károly Róberttől kapta, 1353-ban pedig újabb szabadságjogokkal ruházták fel. 1356-ban I. Lajos magyar királytól szabad királyi városi rangot és vásártartási jogot kapott. A 15. század elején a város magánkézbe került. Főbb birtokosai Luxemburgi Zsigmond király, Albeni János zágrábi püspök, a Cillei grófok, Hunyadi Mátyás és az Ernuszt család voltak.

### 16–17. század
1547-ben I. Ferdinánd király révén újra királyi birtok lett és ezzel visszanyerte szabad királyi városi rangját. A 16. század közepén a végvári rendszer része, a szlavón katonai körzet parancsnokságának székhelye lett. Várát észak itáliai és németalföldi mesterek tervei alapján korszerűsítették, az 1660-as évekre Szlavónia egyik legerősebb vára lett. A 16. század végén Kaproncának a helyőrséggel együtt mintegy 500 lakosa volt, egyházi iskoláját is ekkor alapították. A város nagyobb arányú benépesedése csak 1606, a zsitvatoroki béke után indult meg. A század elején a polgárházak száma húszra tehető, ez a szám a század közepére elérte a nyolcvanat.
Ebben az időszakban épületek a város egyházi épületei. A század közepén épült a Szent Miklós plébániatemplom, amely ma is betölti ezt a funkcióját. Néhány évvel később a ferencesek is visszatértek a városba. 1675-ben felépítették kolostorukat és a Páduai Szent Antal templomot. A kisebb templomok közül elsőként 1634-ben a Szent Imre kápolna épült fel, majd 1649-ben a Szent Mária Magdolna, 1658-ban a Szent László, 1671-ben a Szent Vid és a Szent András kápolna a déli városrészen, keleten 1650-ben a Szent Lúcia, 1671-ben a Keresztelő Szent János és Szent Rókus kápolnák, északon 1659-ben a Szentlélek kápolna, nyugaton pedig 1659-ben a Szűz Mária és 1671-ben a Háromkirályok kápolna épült fel. A katolikus plébánia könyvtárát is a század első felében hozták létre, 1650-ben 59 kötettel büszkélkedhetett, főként latin és német nyelvű művekkel. 1638-ban a város évi két vásár tartására kapott jogot. Vámját 1651-ben alapították, majd 1652-ben az éves vásárok számát háromra emelték. A növekvő kereskedelmi forgalmat jelzi, hogy 1660-ban a közeli Dörnyén harmincad vámot vezettek be.

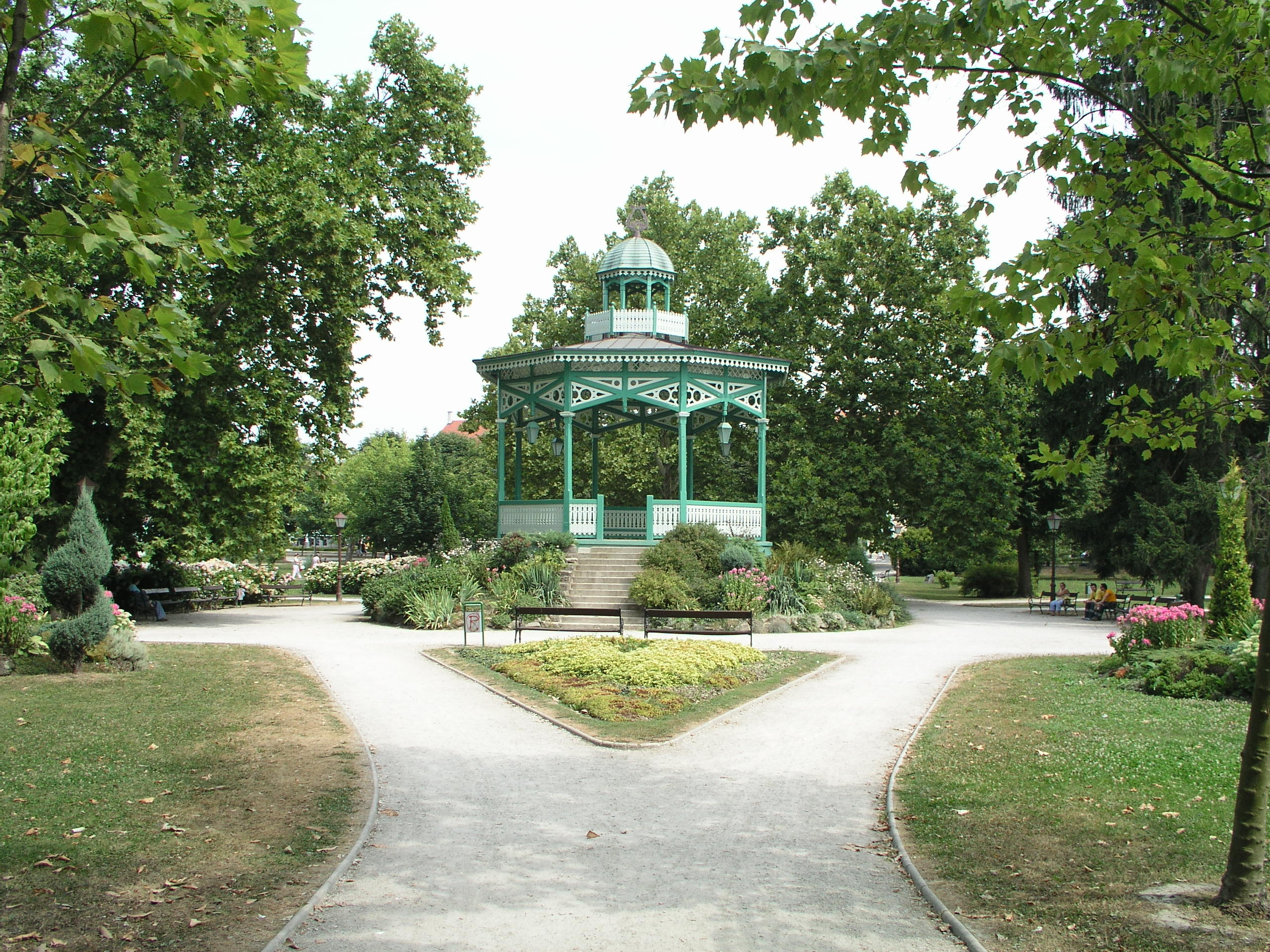
Pavilon a városi parkban

### 18–19. század
A gazdasági fejlődés hatására a város területe is megnőtt és a vártól északra fekvő addig szabad terület, az alsóváros is benépesült. A század második felében a alsóvárosnak már 14 utcája volt 447 lakossal, a város teljes lakossága pedig 2500-ra tehető. A városban számos céh működött, így céhük volt a mészárosoknak, a lakatosoknak, a kovácsoknak, a szíjgyártóknak, a késeseknek, a nyeregkészítőknek, a csizmadiáknak és az aranyműveseknek is. Miután katonai szerepe megszűnt, a 18. században a várat barokk várkastéllyá építették át. A város is tovább terjeszkedett, az alsóváros északi és északnyugati irányban épült tovább. 1731 és 1765 között Kapronca az egyik határőrezred székhelye volt, ekkor Mária Terézia a parancsnokságot Belovárra helyezte át. 1769-ben a lakosság száma 2589 volt, ez a szám száz év múlva 5684-re nőtt.
A 19. század elejére Kapronca a lakosság számát tekintve a harmadik legnagyobb lett a horvát és szlavóniai szabad királyi városok között, csak Varasd és Fiume előzte meg. Az élet jobb feltételeit segítette elő a 17. század közepe óta működő orvosi szolgálat és a kórház is. A 19. század közepén az igénytelen régi barokk lakóházak és kereskedelmi épületek helyére felépült az új városközpont, mely ekkor nyerte el mai formáját. A városfalakat 1862-ben kezdték lebontani, ez a munka végül nem fejeződött be. 1863-ban létesítették a régi várárok helyén a jövőbeni város park legrégibb részét. A régi falak lebontása mellett a Budapest-Zágráb vasútvonal 1870-re történő megépítése volt a másik döntő tényező a város területfejlesztésében.
A 20. század elején megépült a másik vasúti pálya is Szentgyörgy és Verőce felé, végül 1937-ben Ludbreg és Varasd felé is létrejött a vasúti összeköttetés. Ezzel Kapronca az ország egyik legfontosabb vasúti csomópontja lett.

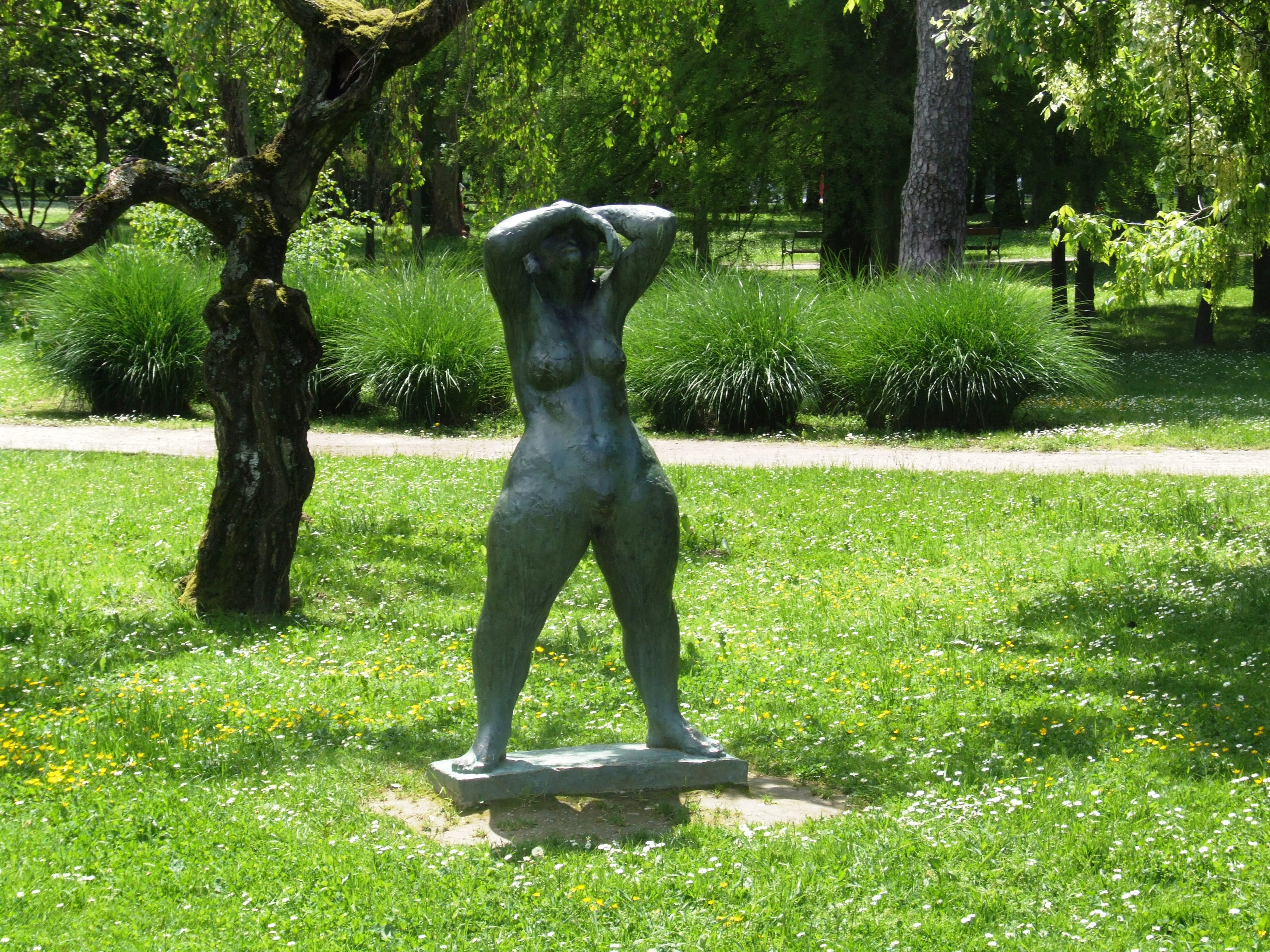
Közismert szobor a városi parkban.

A 19. században a kulturális élet is fellendült. A település első polgári kórusát 1809-ben említik először. 1837-ben színházi társulat, 1841-ben fúvószenekar, 1867-ben népi olvasókör, később pedig még számos más egyesület is alakult.1856-ban rendezték az első múzeumi kiállítást. A településnek postája, gyógyszertára, fejlett egészségügyi szolgálata, kórháza volt. A kórház 1875-óta a mai napig folyamatosan működik, az 1980-as években építették át. Az iskola kezdetben a vár területén egy magánházban működött, csak 1856-ban kapott önálló épületet, a mai városi tanácsház épületét. Az oktatást a 18. század elejétől a ferencesek végezték. A világi oktatás a 19. és 20. század fordulóján indult be. Az első szakiskola 1886-ban nyitotta meg kapuit, 1892-ben korszerű iskolaépület nyílt, ahol öt osztályban folyt az oktatás. 1906-ban megindult a gimnáziumi oktatás is, a gimnázium új épülete 1908-ban készült el.

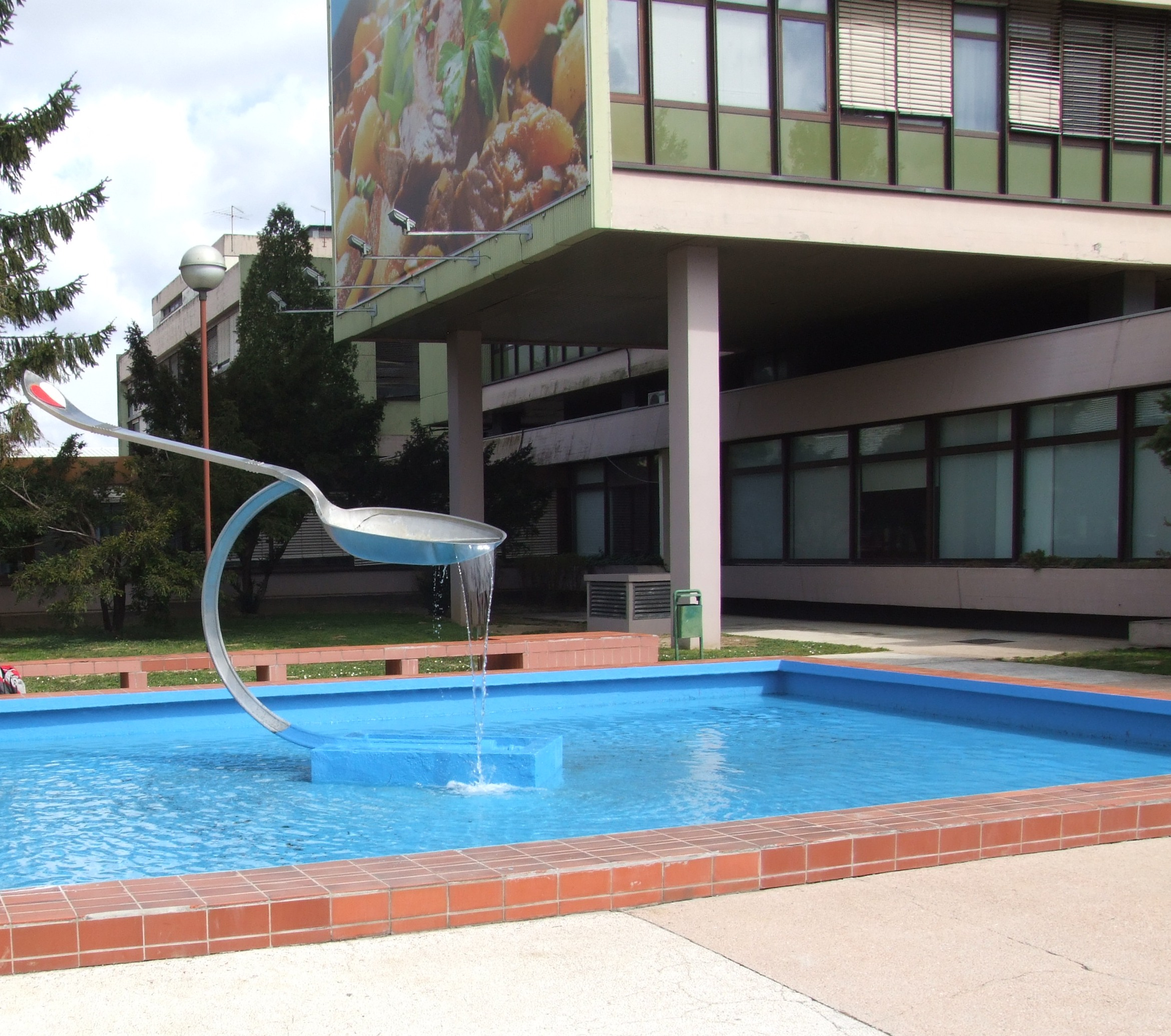
A Podravka gyár irodaháza előtti szimbolikus szökőkút

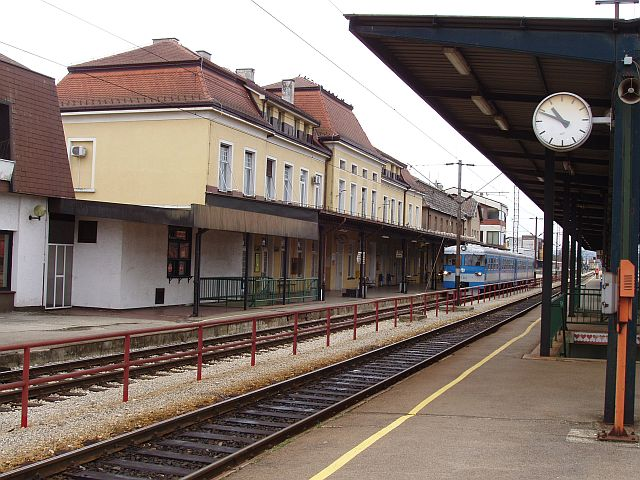
Kapronca vasútállomása

### 20. század
Az első világháború után az 1930-as években több ipari üzem létesült. A második világháború idején az egykori Danica gyár területén jött létre az első horvát gyűjtőtábor. Itt dúlt a háború egyik leghevesebb jugoszláviai csatája, amikor két partizánhadtest támadta a várost, de az usztasák és a horvát katonaság megvédték azt. A háború után fellendült az iparosítás. Ebben az időben alapították a város nagyobb ipari üzemeit a Podravka, a Biokalnik, a Belupo gyárakat és a nagyobb pénzintézeteket, mint a Podravska Bank. A város kivette részét a honvédő háború harcaiból is. Katonai és rendőri egységei részt vettek a védelmi harcokban és az 1995-ös év nagy hadműveleteiben. Az önálló horvát állam megalakulása után Kapronca az újraalapított Kapronca-Kőrös megye székhelye lett. A következő évtizedben gyors infrastrukturális, gazdasági, társadalmi és kulturális fejlődésen ment át. 2001-ben 8301 háztartásában 25 776-an laknak.

## Nevezetességei
- A város központja az egykori vár helyén áll. A szabálytalan négyszögletű, sarkain bástyákkal erősített vár a török ellen épült a 16. században a híres itáliai építész Domenico Allio tervei szerint. Később itáliai és németalföldi mesterek irányításával még ötven évig tartott az építkezés. A Dráva és Száva közének egyik legerősebb vára volt. A 19. század közepén a vár központi részén tágas parkot alakítottak ki, más részeit beépítették. Falait a város terjeszkedésével egyidejűleg fokozatosan lebontották. Mára csak egy bástyája és két falmaradványa áll.[2]

- Szent Miklós tiszteletére szentelt plébániatemploma[3] magas tornyaival messze kitűnik a város épületei közül. A templomot a 17. században építették. Mai formáját a 19. században nyerte el. Hozzáépült a plébánia épülete, melybe egy 1608-ban elhunyt fiú szépen kifaragott síkköve van befalazva.A ferencesek Páduai Szent Antal templomaRészlet a városi parkból. Háttérben a pravoszláv templom.

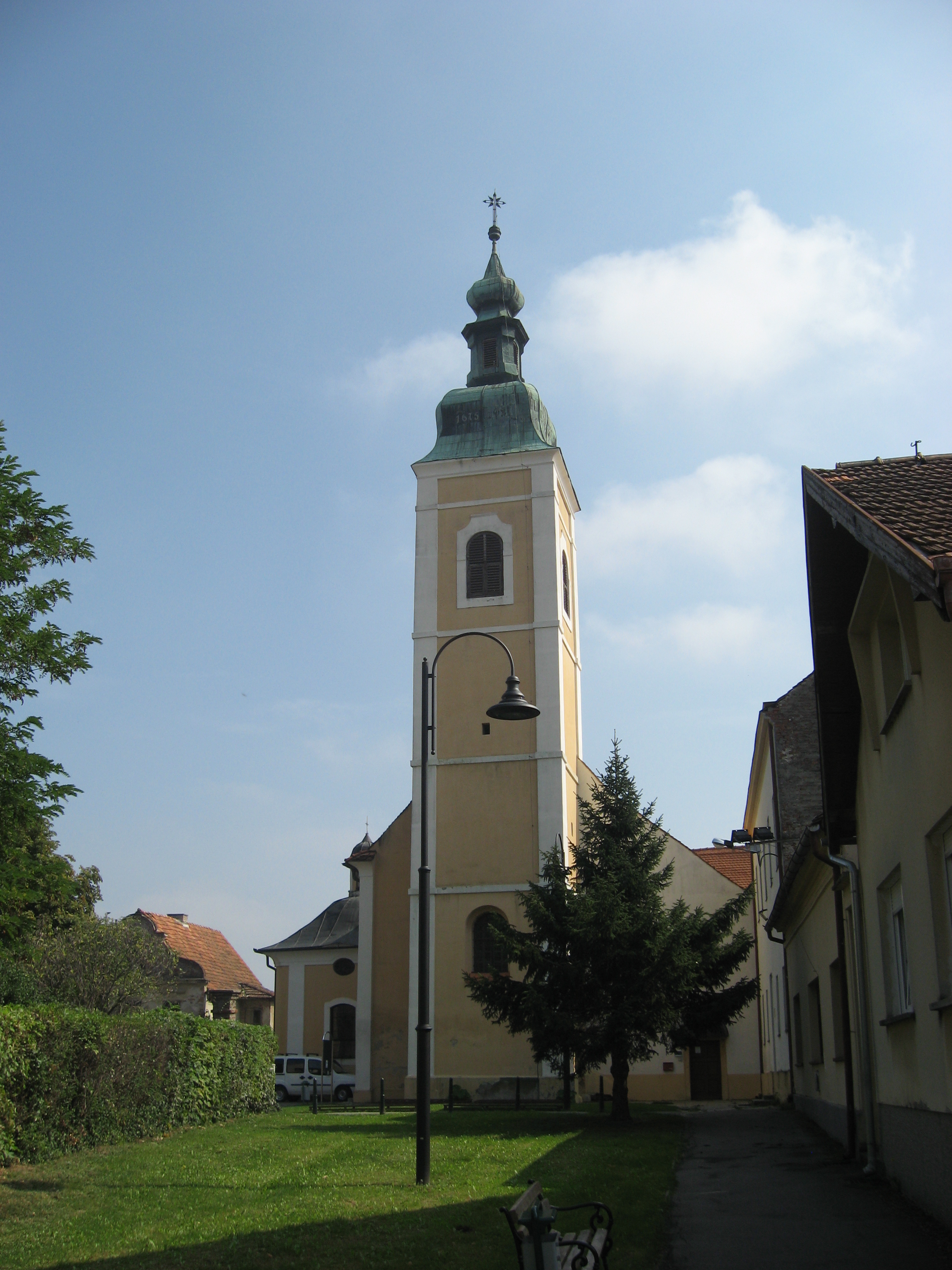
A ferencesek Páduai Szent Antal temploma

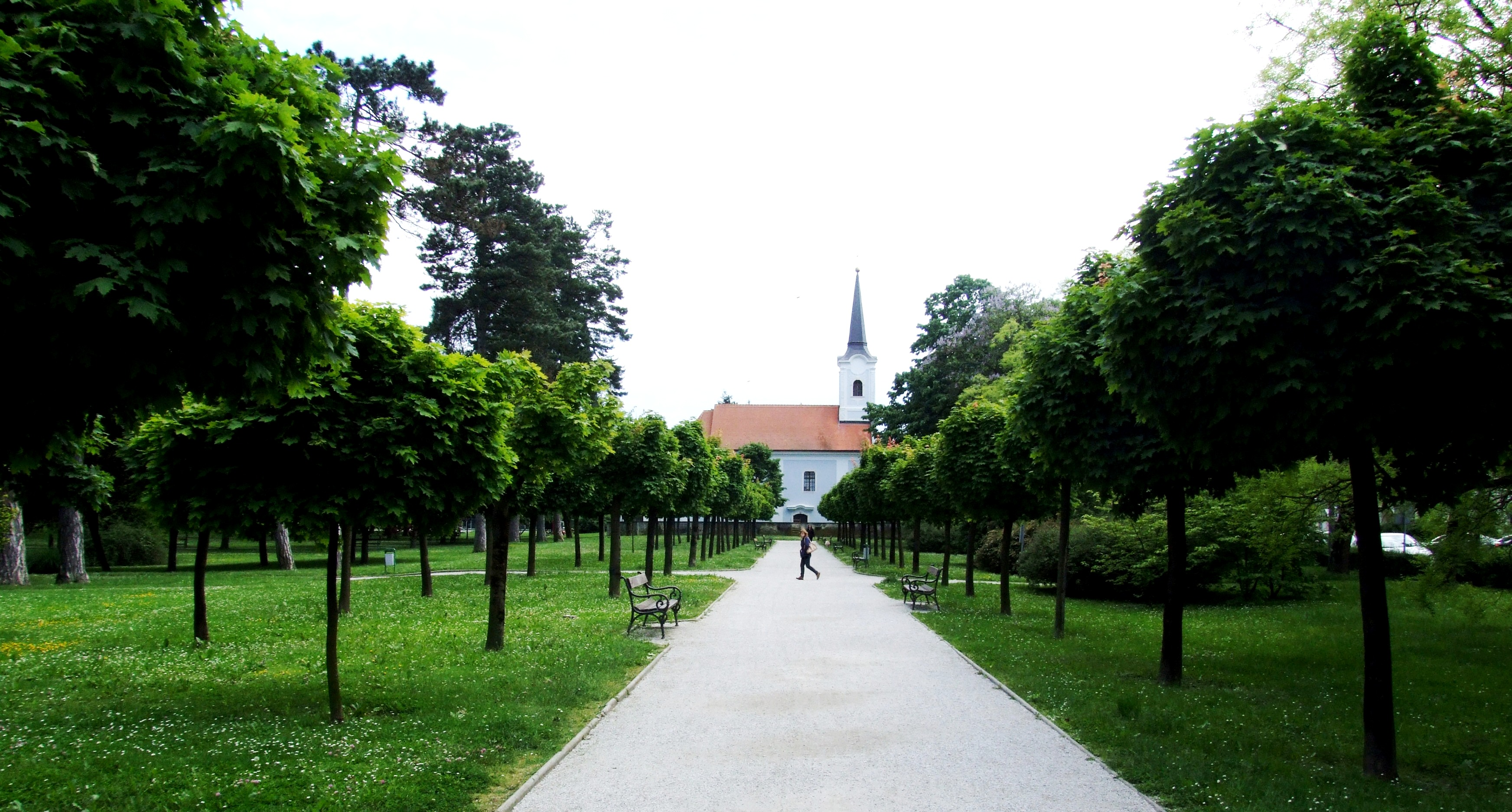
Részlet a városi parkból. Háttérben a pravoszláv templom.

- A Szentháromság tiszteletére szentelt pravoszláv templom 1794-ben épült késő barokk stílusban.

- A ferencesek Páduai Szent Antal temploma 1685-ben épült fel. Barokk oltárai a 18. században készültek. 1989/90-ben részben megújították. A helyén állt középkori plébániatemplomot és kolostort 1292-ben alapították, de a 16. században elpusztult. A Salvator-kápolnát 1745-ben építették hozzá, barokk oltára eredeti.[4]

- A városközpont közelében a Močile városrészben áll a barokk Szűz Mária mennybevétele-templom. A templom egy a 16. és 17. században említett fatemplom helyén 1700-1706-ban épült a Szent Miklós-templom filiájaként. Az ottani plébánia alapítása után 1983-ban lett plébániatemplom. A močilei plébániatemplom a 18. századi barokk építészet szép példája, a város környékének egyik jelentős szakrális épülete.[5]

- A város reneszánsz és barokk épületei közül említést érdemel a régi fegyverraktár, a régi tanácsépület (ma városi múzeum), az előtte levő téren a szentek szobrai. Érdekesek az árkádos földszintes lakóházak és kézművesek házai mint a mai Podravka-pince a Zrínyi téren.

- A városképet meghatározó 19. és 20. századi épületek közül kiemelkedik a Malačec-villa,[6] az eredeti historizáló belsejét megőrzött ügyvédek háza, az egykori királyi reálgimnázium épülete (ma alapiskola), az egykori népiskola épülete (ma városháza), a városi takarékpénztár (ma városi galéria) és az egykori Zrínyi-szálloda (ma könyvtár és olvasóterem).

- Homlokzatának szépségével tűnik ki a polgárházak közül a Jelić-ház.

- A zsinagóga épülete 1876-ban épült, a Svilarska utcában található. Téglalap alaprajzú, észak-déli tájolású, a déli főhomlokzat az utcára néz. Tervezője valószínűleg Ivan Igrić kaproncai építész, a kivitelező pedig a Reš kőművescsalád volt. Jelentős átépítések történtek 1930-ban Slavko Löwy tervei szerint, amikor a szobordíszeket eltávolították a főhomlokzatról és a belső teret is egyszerűsítették. Az épület a bécs mintára épült háromrészes zsinagógák típusához tartozik. A tágas belső teret a vasoszlopok osztják három részre, amelyek közül a középső magasabb és szélesebb. Az előtér felett található a kórus az orgonával.[7]

- A zsidó temetőt 1851-ben kezdték kialakítani, amikor még a városon kívül volt. Bejárati kovácsoltvas ajtaját a helyi J. V. Kartis mester készítette. A mögötte épített historikus stílusú emlékmű a 19. és 20. század fordulóján épített egykori ravatalozó része ma a temető bejárataként funkcionál. Formája diadalívet idéz, középső része pedig félkörívesen zárt nyílással rendelkezik. A temető keleti része a legrégebbi, ahol több sor sír található, héber feliratokkal és szimbólumokkal. Valamivel később obeliszk formájú síremlékeket építettek német felirattal.[8]

- A Kolodvorska utcában található vasútállomás épületét 1913-ban építették. Az épület eredetileg a szecesszió stílusában épült, de díszítő elemeit a későbbi átalakítások eltüntették. Szimmetrikus, egyemeletes épület, tetőtérrel, hosszúkás téglalap alaprajzzal, két magasabb pavilonszárnnyal összekötve. Az eredeti földszintes épületet egyemeletes épületté alakították át.[9]

- A Grantula városrészen álló Hétfájdalmú Szűzanya-kápolnát 1746-ban építették barokk stílusban. Mai formáját az 1933-as átépítés során nyerte el. A kápolnában fennmaradt a Hétfájdalmú Szűzanya eredeti barokk szobra.[10]

- A Podravka Múzeum épületegyüttese, amely egykor városi vágóhíd volt 1892-ben épült, több a 20. század folyamán történt bővítéssel. A századforduló horvát ipari építészetének szép példája, mely nagyrészt megőrizte az épületek eredeti megjelenését. Várostörténeti jelentősége van. Az épületek földszintesek, kivéve a legrégebbi, központi épületet, amely részben emelet magasságú.[11]

- A kórházat 1875-ben építették az egykori Szent Lúcia temető helyén. Ez volt a mai épületegyüttes alapja. A nyugati oldalhoz 1891-ben építették a kórházhoz csatlakozó Szent Flórián kápolnát. A mellette a Szenvedő Krisztus oszlop azután készült, miután a betegek gondozását az irgalmas nővérek vették át. A kórház komplexumot 1894-ben a szegényházzal, 1909-ben a fertőző betegségek osztályával, 1913-ban pedig a pszichiátriai osztállyal bővítették.[12]

- A városi múzeum L alaprajzú épülete a 17. században épült, barokk egyemeletes saroképület. A földszinten a középső főfal választja el az utcai szobasort az udvari sortól, míg az első emelet eredeti alaprajzát későbbi átalakítások során megváltoztatták. A földszinti szobák csehsüveg és dongaboltozatokkal rendelkeznek, míg az emeleti szobák fagerendásak. Az udvari szárny építésekor a homlokzatot is átalakították. Az épület eredetileg városháza volt.[13]

- A Szentlélek-templom 1793-ban épült késő barokk stílusban a város központi parkjának délnyugati széle mentén. Téglalap alaprajzú, egyhajós épület, keleten nagy félköríves apszissal, nyugaton előcsarnokkal. A főhomlokzat középtengelyében épült a zömök harangtorony. A templomot csehsüvegboltozattal boltozták, belső falainak egy része festett. A templomot 1846-ban és 1893-ban újították fel, de ma olyan rossz állapotban van, hogy sürgős felújításra szorul.[14]

- A dr. Leander Brozović tér reneszánsz kialakítása.

- A Zrínyi-tér és Jellasics-tér barokk házai.

- A köztéri szobrok közül a Szenvedő Krisztus és a Nepomuki Szent János-szobor 1747-ben készült, egykor a várba vezető hídon álltak. A modern alkotások közül I. Sabolić, Z. Lončarić és A. Jakić szobrászművészek szobrai díszítik a város köztereit.

- A városhoz csatolt Starigradban találhatók a kaproncai Óvár, más néven Kőkapronca falmaradványai a 13. századból. A várat Hunyadi János romboltatta le 1446-ban a Cilleiekkel vívott harcok során.

## Híres személyek
- Itt született 1873-ban Rudolf Horvat horvát történész, író és politikus, egyetemi tanár.

## Kultúra

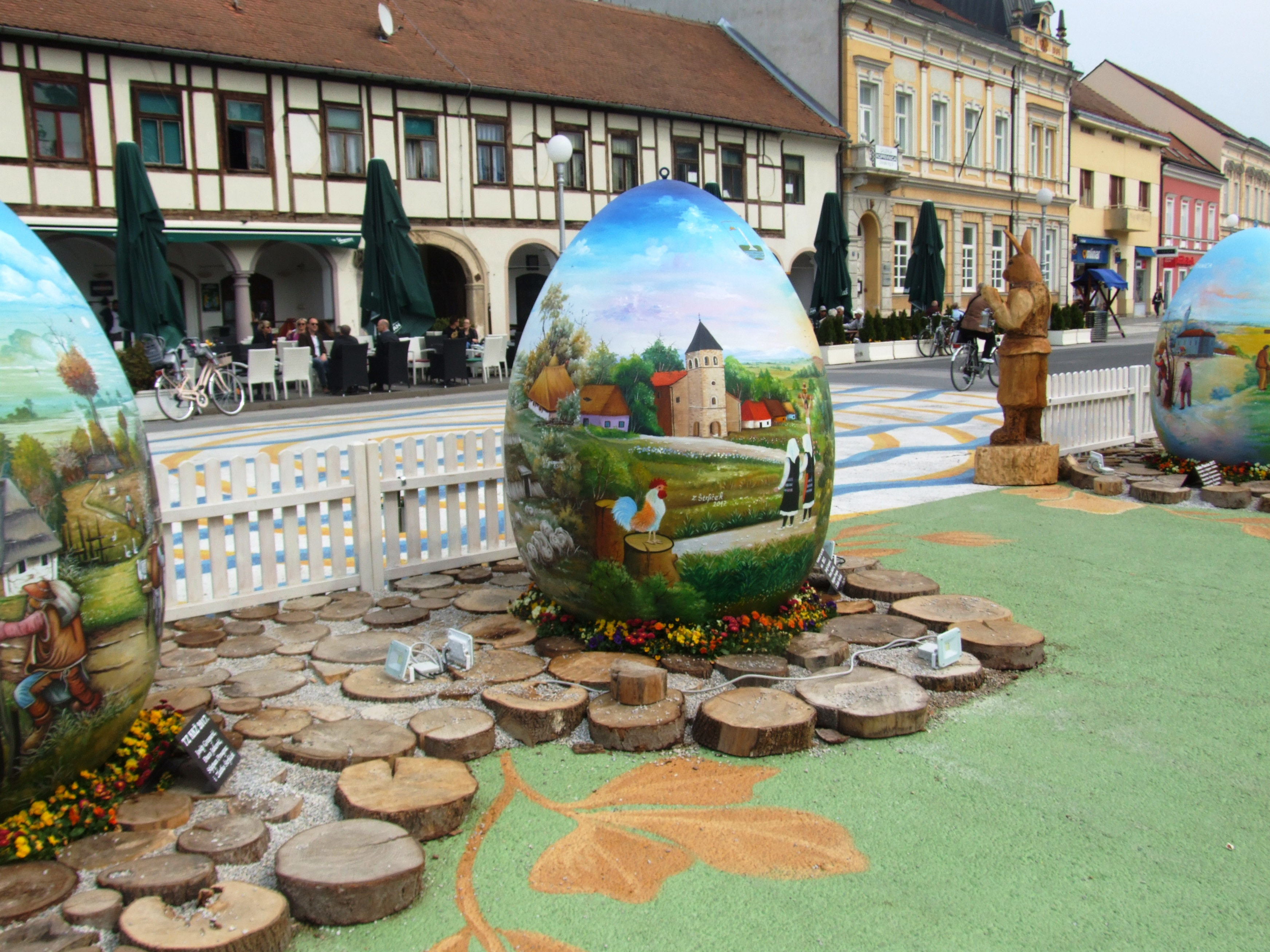
Kaproncai húsvéti tojások

- Kaproncai városi múzeum
- Fran Galović könyvtár
- Koprivnica Kulturális Egyesület
- Podravka Kulturális Egyesület

## Rendezvények
- A Húsvét előtti Nagyhét előtti két hétben óriási méretű, művészien festett tojásokat (Velika Uskrsna jaja) állítanak fel a város főterén, a Zrínyi téren. Ezeket aztán a világ minden tájára (New Yorktól Rigáig) elküldik parkokba és a horvát nagykövetségek kertjeibe, s csak egyet hagynak meg a városban. Magyarországon Budapest 2009-ben, Balatonboglár 2012-ben és Pécs  2015-ben kapott ajándékba egyet-egyet.
- Minden nyáron egy egyhetes reneszánsz fesztivált (Renesansni festival) tartanak a városban, lovagi tornákkal, vásári látványosságokkal és kézművesek bemutatkozásával az egykori vásártéren.

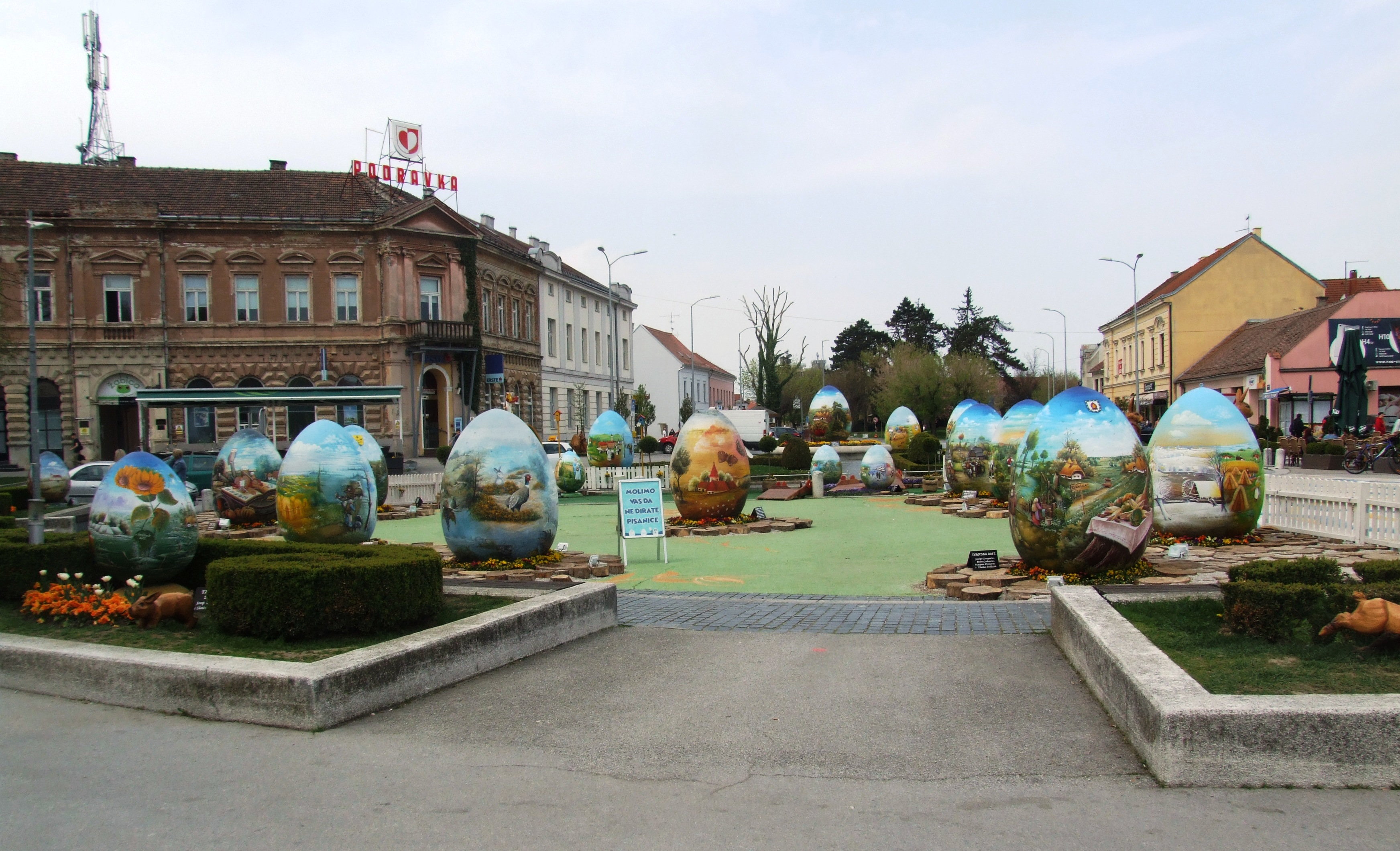
Tojásrengeteg Kaproncán

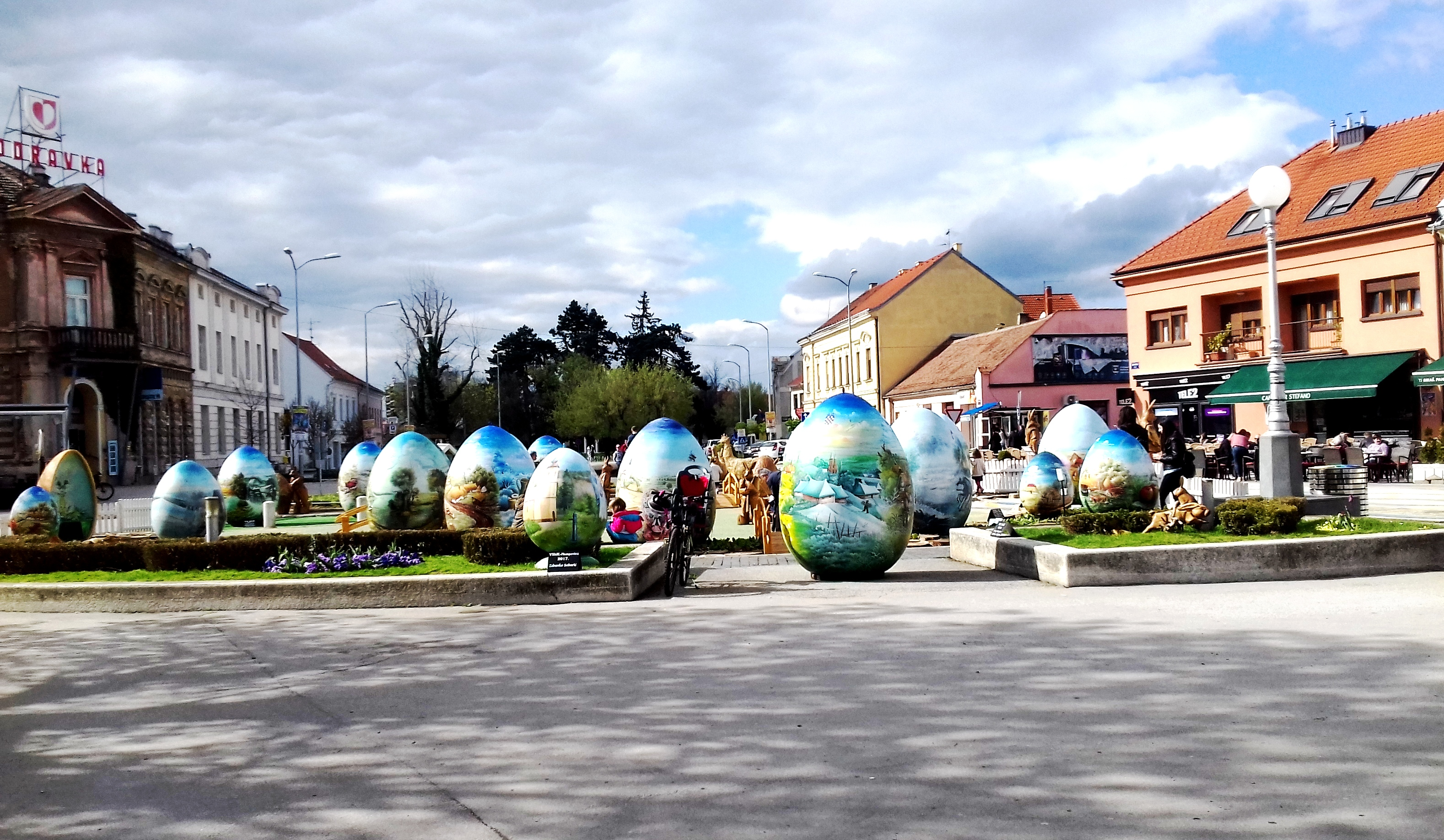
Tojások 2019-ben

## Testvérvárosok
- Arilje, Szerbia
- Čapljina, Bosznia-Hercegovina
- Domžale, Szlovénia
- Kaposvár, Magyarország
- Nagykanizsa, Magyarország
- Nikšić, Montenegró